# 威氏铁富豆
威氏铁富豆（学名：Tephrosia vogelii），又名白花铁富豆或西非灰毛豆，为豆科灰毛豆属下的一个种。它是一种草本植物，原产于热带非洲，也被用于热带美洲以及南亚和东南亚。

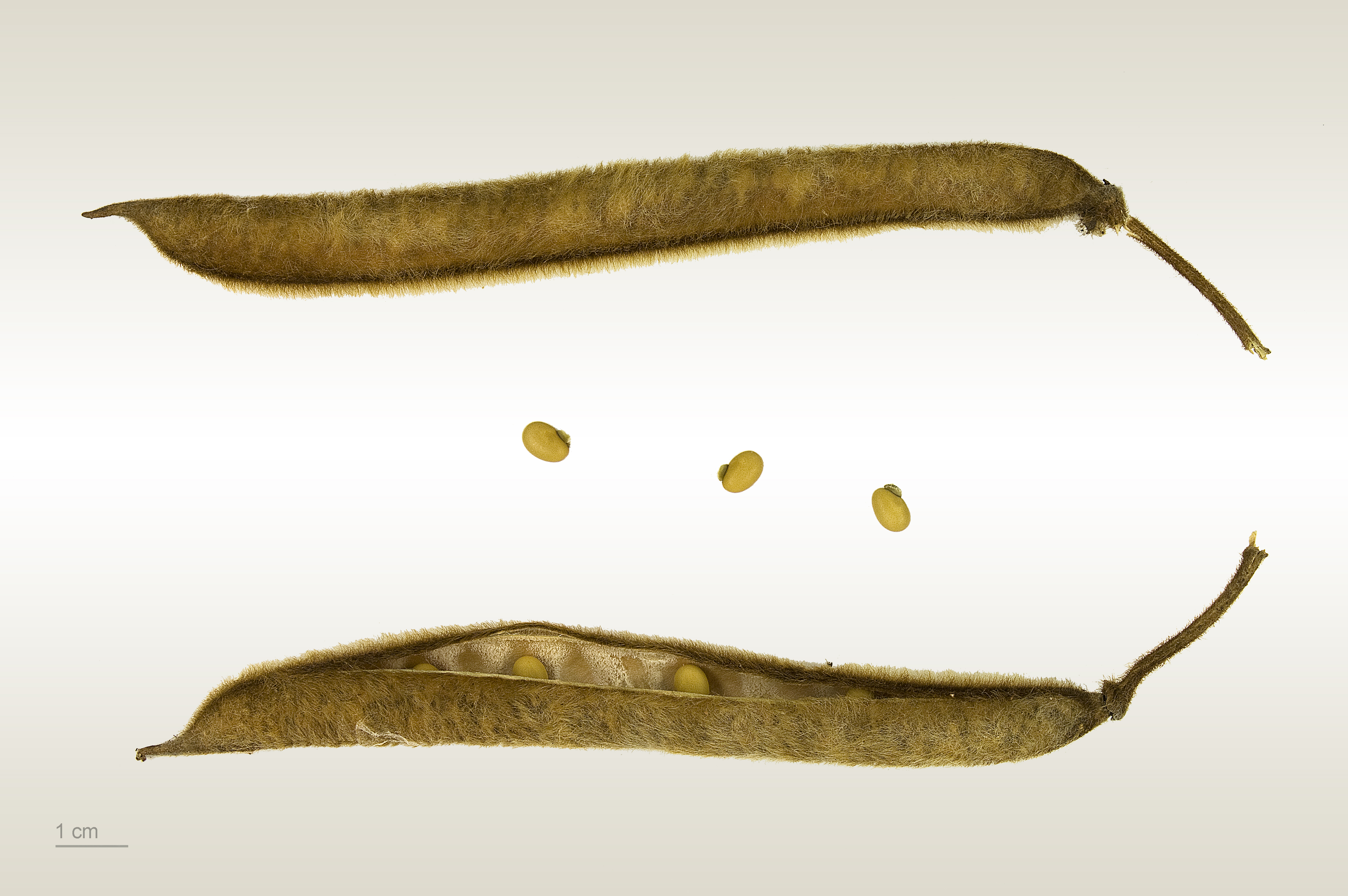
Tephrosia vogelii

## 扩展阅读
- 維基物種上的相關：威氏铁富豆

1. ↑  . 植物智. 中国科学院植物研究所. 2023-08-08  [2024-08-08]. （原始内容存档于2024-08-08） （中文（简体））.